# پارک کاروانی

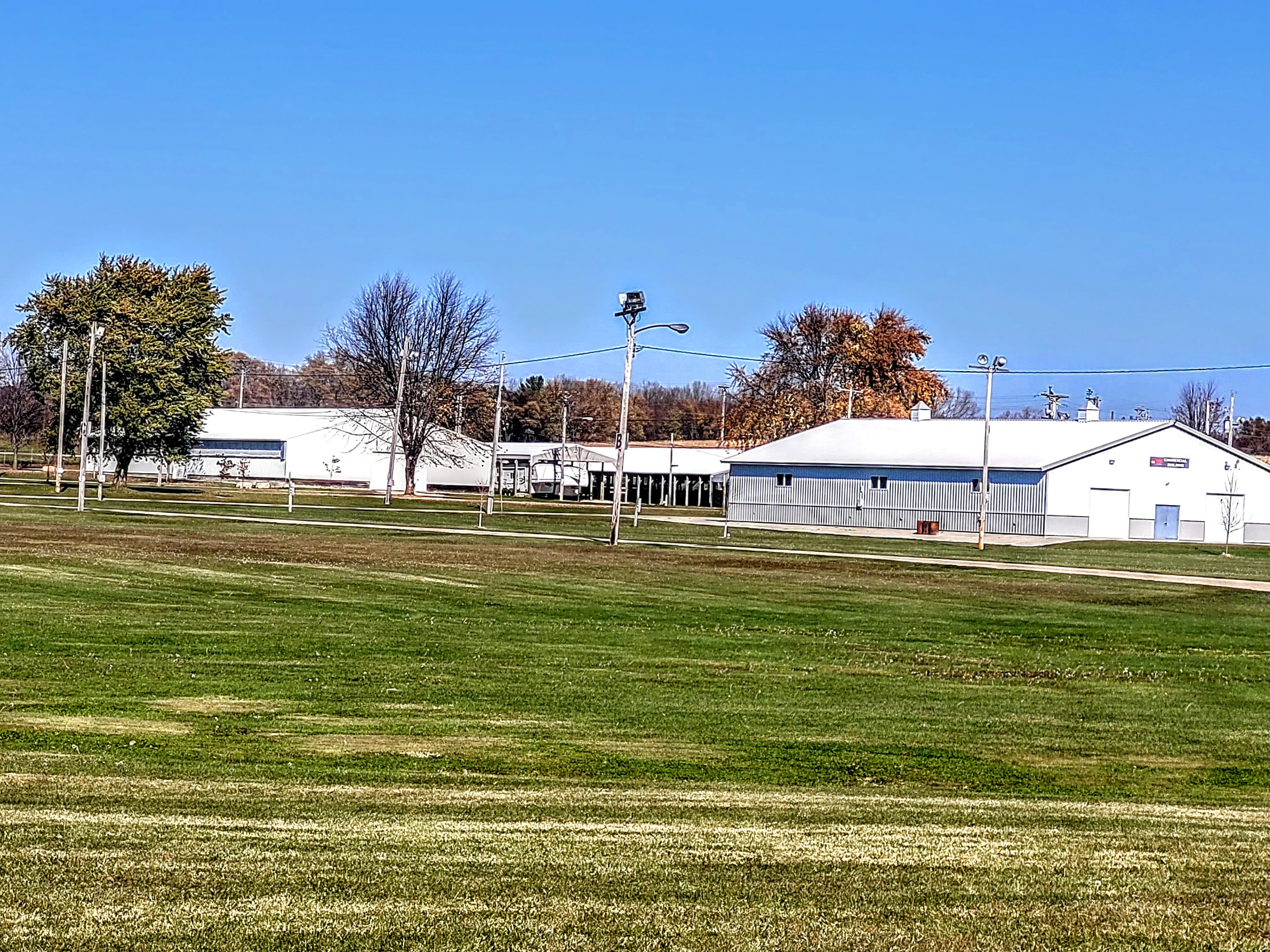
نمایی از یک‌نوع پارک کاروانی در شهرستان دوج، آمریکا - ۲۰۲۲

پارک کاروانی (انگلیسی: RV park) محلی است که در آن مردم با ماشین کاروان می‌تواند در طول شب یا بیشتر اسکان کنند.